# Brozany (zámek)
Brozany jsou tvrz označovaná také jako zámek v Brozanech nad Ohří v okrese Litoměřice v Ústeckém kraji. Postavena byla na počátku patnáctého století, ale dochovaná podoba je výsledkem renesanční přestavby ze druhé poloviny šestnáctého století a mladších úprav. Tvrz je chráněna jako kulturní památka.

## Historie

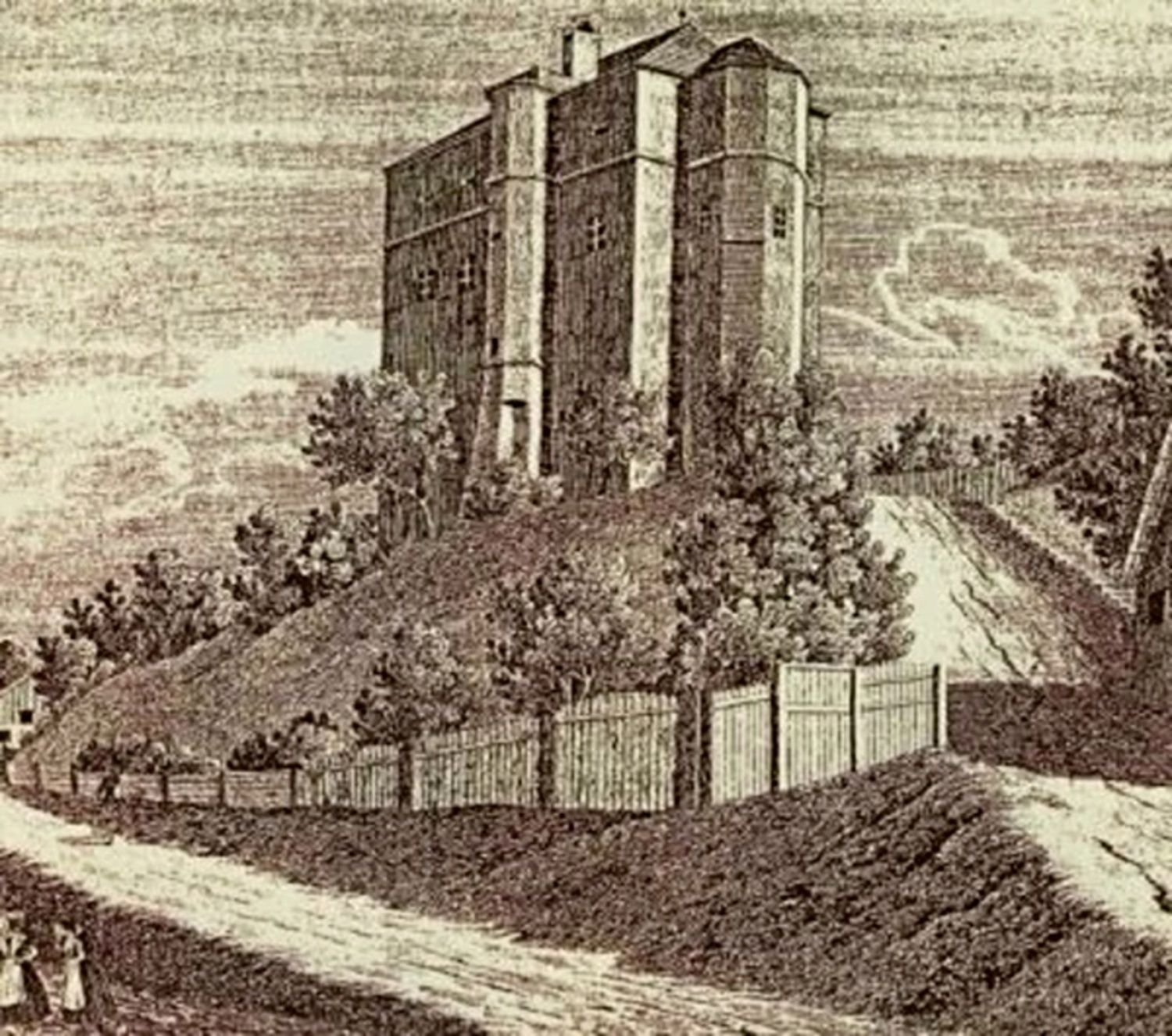
Brozanská tvrz na obrázku z doby před požárem

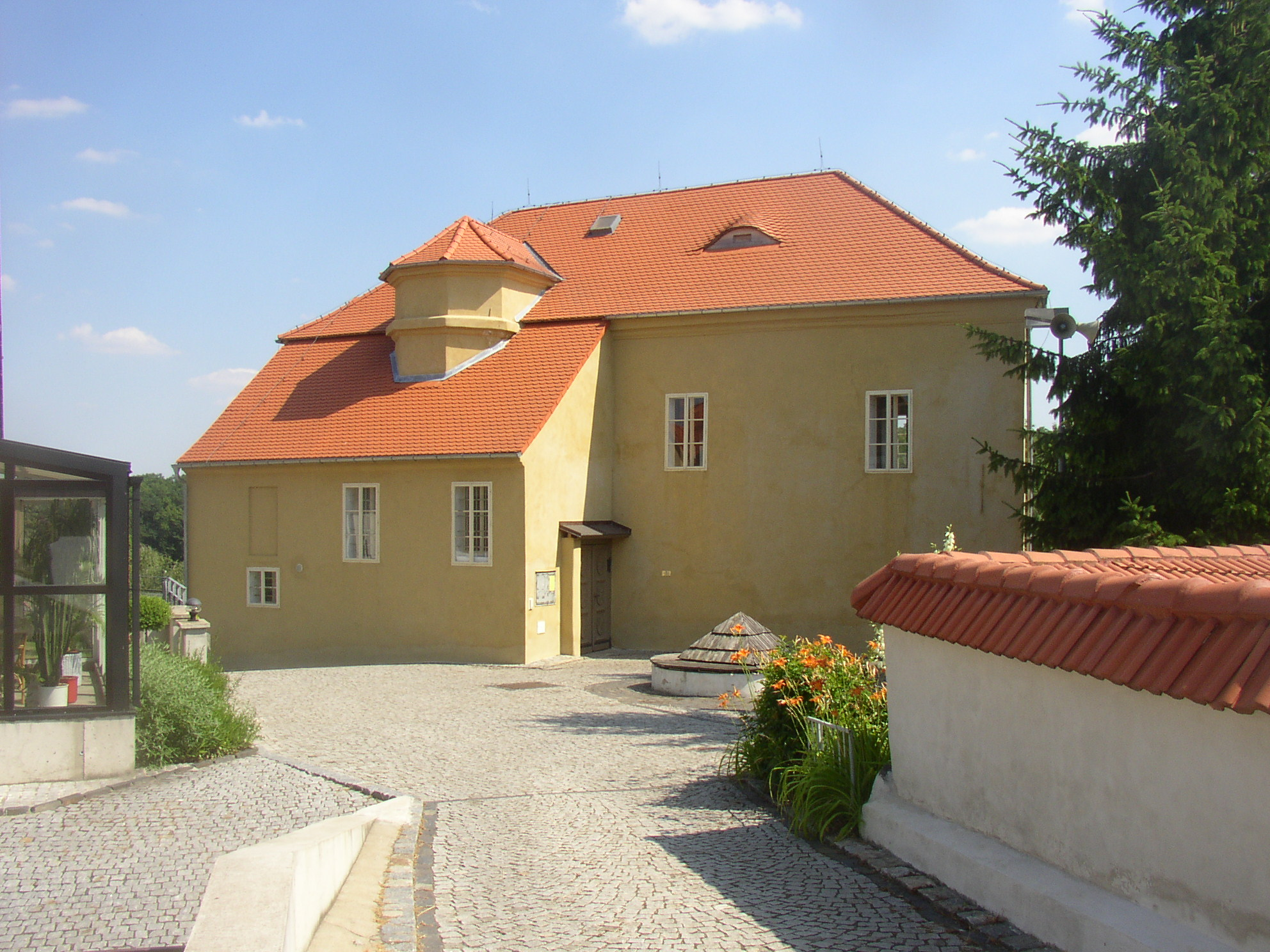
Vstupní průčelí

Brozany patřily od třináctého století mělnickému proboštství, jehož správci sídlili na dvorci u kostela svatého Gotharda a od počátku patnáctého století na tvrzi, jejímž purkrabím byl roku 1410 Beneš Slaboně. Během husitských válek okolí ovládl pražský svaz a v květnu roku 1421 ustanovil hejtmanem litoměřického kraje Hynka z Valdštejna a na Kolštejně. Později králové Zikmund a Jiří z Poděbrad Brozany často zastavovali. Ze zástavních držitelů jsou známi Boreš z Oseka (1452–1456) a od roku 1464 Mikuláš Rachmberk, kterého v roce 1480 vyplatil král Vladislav Jagellonský, ale již o dva roky později vesnici zastavil Litvínovi z Klinštejna. Od něj panství roku 1486 získal Vojtěch Tvoch z Nedvídkova, po kterém je v roce 1500 zdědili Zdeněk z Valdeka, Bohuslav Žleb ze Střízkova a bratři Purkhard a Oldřich Čichalovcové z Čichalova. O dva roky později od nich statek koupil Jindřich z Vřesovic a na Libčevsi. Součástí prodávaného majetku byly také vesnice Hostěnice a Rochov.

Po Jindřichově smrti v roce 1515 Brozany zdědil jeho syn Jaroslav z Vřesovic, který se stal hejtmanem Litoměřického kraje a od roku 1529 také zemským hejtmanem. Když roku 1531 zemřel, zdědil panství jeho mladší bratr Jiřík z Vřesovic, který měl pět synů. Samotné Brozany si v roce 1543 rozdělili Zikmund a Jakub, který však vzápětí svou polovinu prodal bratrovi Jindřichovi a ten celý svůj podíl Janu Zajícovi z Hazmburka na Budyni. Jan Zajíc svou polovinu zastavil Jaroslavovi Beřkovskému ze Šebířova, ale později ji vyplatil a v roce 1558 prodal Kryštofu Zajícovi z Hazmburka. Zikmund mezitím nechal po roce 1559 přestavět starou tvrz na renesanční zámek a vykoupil také podíl Zajíců z Hazmburka, protože jeho syn Jan Václav v roce 1601 prodal celé Brozany Janu Zbyňkovi Zajícovi z Hazmburka.
Jan Zbyněk Zajíc z Hazmburka nechal po roce 1600 zámek zvýšit o jedno patro, přistavět dva arkýře a rozšířit sgrafitovou výzdobu. Nákladný životní styl ho přinutil postupně rozprodávat rodový majetek, ale Brozany od něj již roku 1604 získala jako věno jeho manželka Polyxena z Minkvic, která je před svou smrtí v roce 1616 odkázala nezletilým synům Janovi, Mikulášovi a Jaroslavovi. Jejich poručníci však zadlužené panství v roce 1617 prodali za padesát tisíc kop grošů Polyxeně Pernštejnské z Lobkovic a získané peníze použili ke splacení dluhů. Zajícové z Hazmburka tak dostali pouze zbraně, zbroje, knihy a šaty, které jim byly odvezeny do Prahy. Jan se stal vojákem a díky své udatnosti dosáhl hodnosti podplukovníka, zatímco Jaroslav se stal dvořanem Ferdinanda III., ale obnovit vliv svého rodu se mu nepodařilo.
Brozanský zámek byl roku 1631 během třicetileté války dobyt a spolu s vesnicí vypálen. Vlastníci žili na roudnickém zámku a brozanské sídlo sloužilo pouze úředníkům a k hospodářským účelům. Po požáru v roce 1880 byla stržena dvě horní patra a sgrafita zakryta obyčejnou omítkou. Po roce 1948 byla tvrz znárodněna a v 50. letech byla upravena pro potřeby místního jednotného zemědělského družstva.Později až do konce 90. let objekt využíval litoměřický Okresní národní výbor, respektive okresní úřad pro potřeby civilní ochrany. V 21. století tvrz převzal do své správy městys Brozany nad Ohří. Po předchozím historickém průzkumu byly v roce 2002 zahájeny opravy zchátralého zámku. Od roku 2005 je opravená tvrz přístupná v návštěvních hodinách. V roce 2017 tvrz navštívilo 193 návštěvníků.

## Stavební podoba
Tvrz je tvořená patrovou budovou s nepravidelným půdorysem, valbovou střechou a novodobými přístavky. Severní, východní a jižní průčelí jsou doplněné polygonálními rizality. Přízemní prostory jsou zaklenuté valenou klenbou, zatímco místnosti v patře mají ploché stropy. Před budovou se nachází studna a z opevnění se dochoval můstek přes šíjový příkop.

## Interiéry tvrze
V renesančních interiérech tvrze je umístěna expozice, popisující historii Brozan a příslušníků šlechtických rodů, kteří tuto tvrz vlastnili. Prostory tvrze jsou obcí  využívány při různých slavnostních příležitostech, jako jsou svatby, vítání občánků apod.

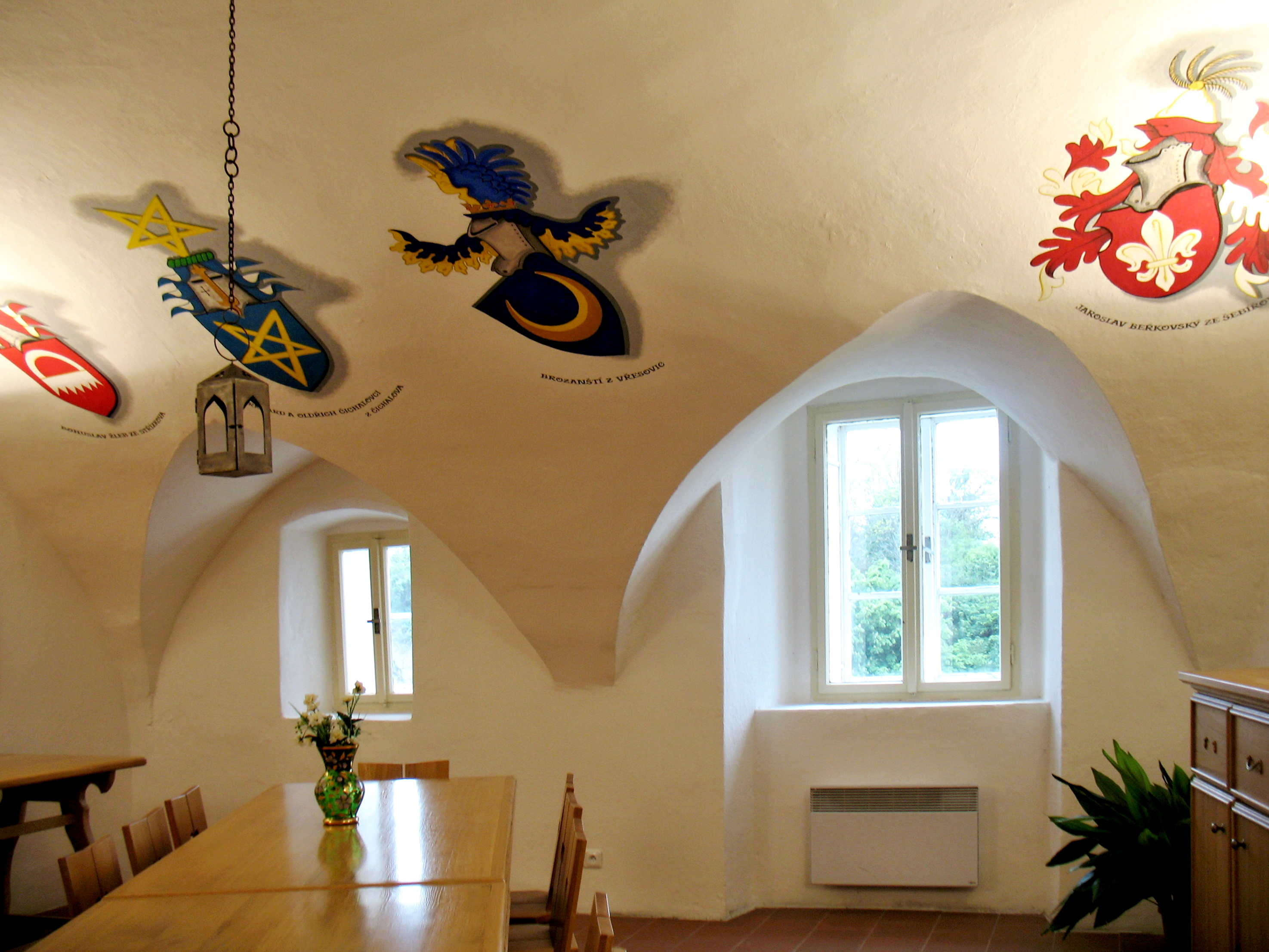
Klenby v přízemí
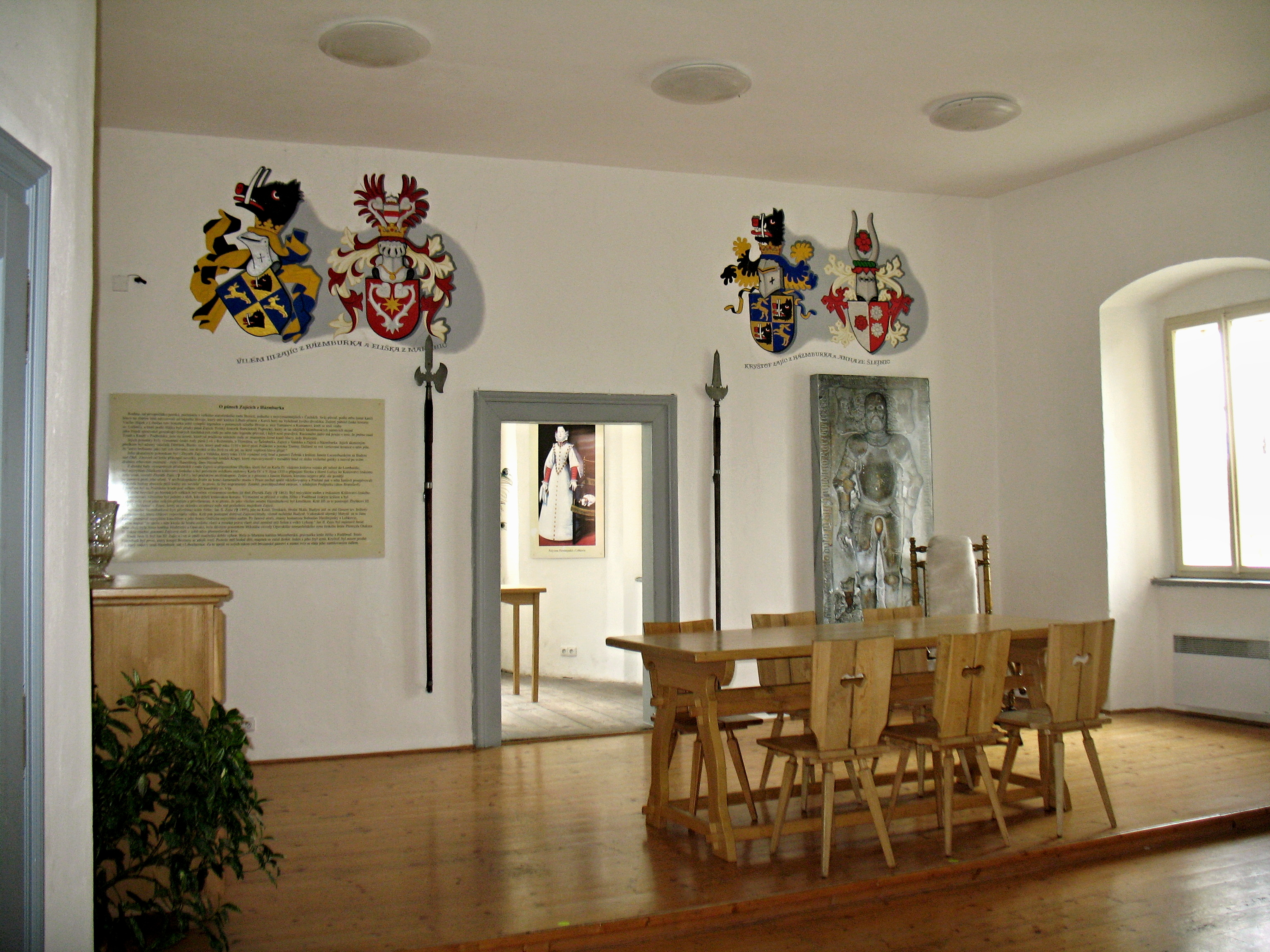
Místnosti v 1. poschodí
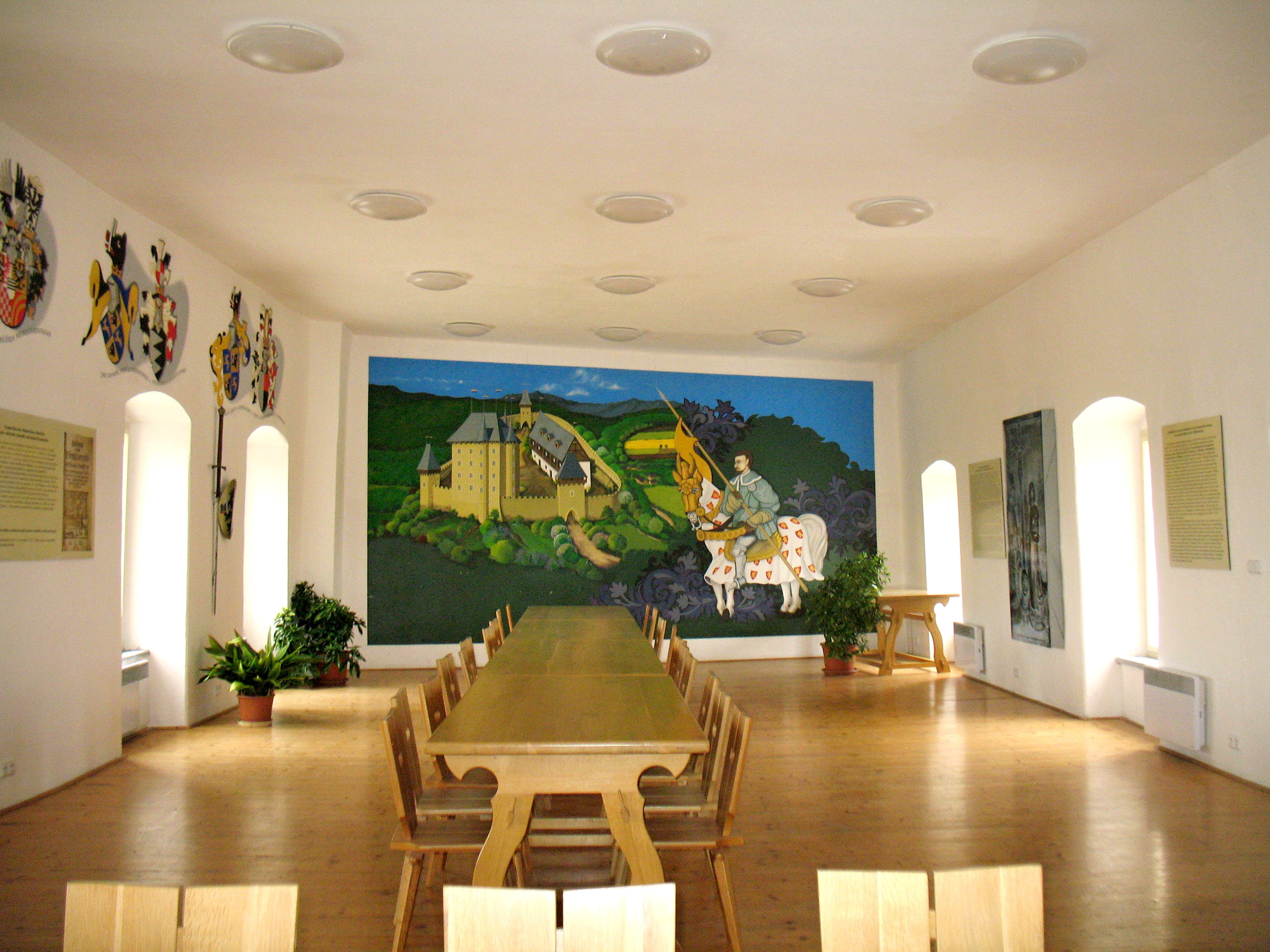
Velký sál v 1. poschodí
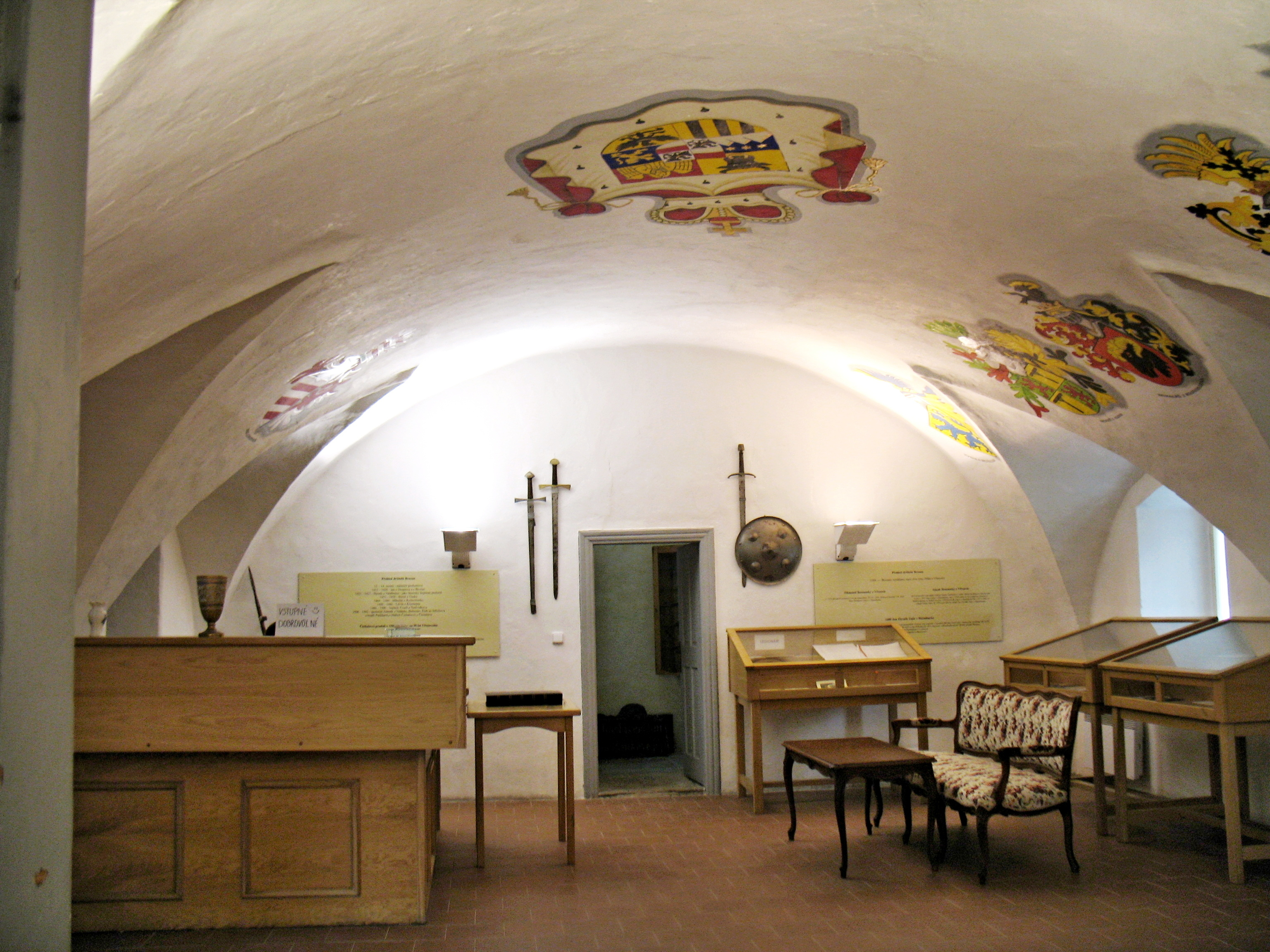
Prostory v přízemí
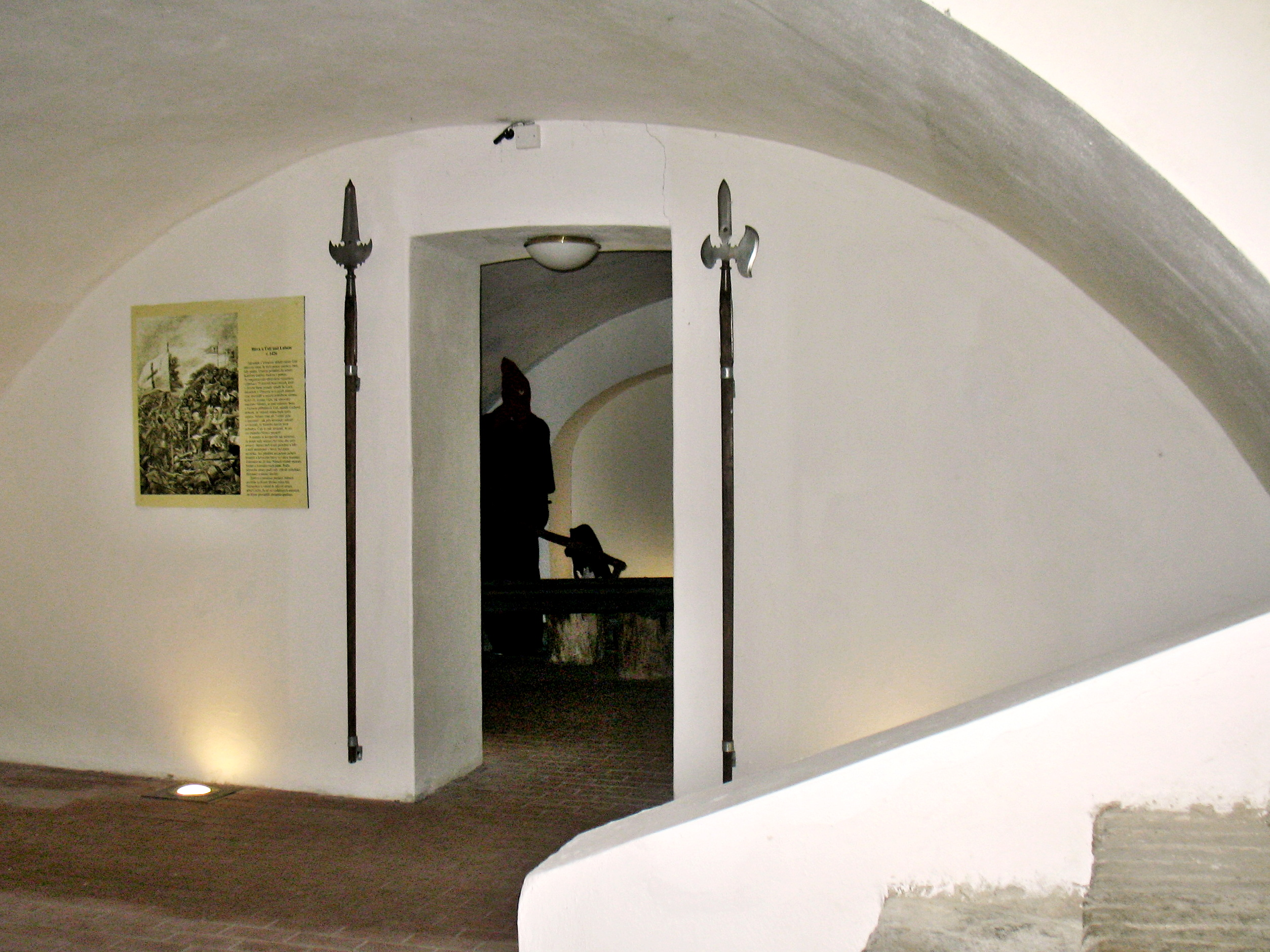
Vstup do sklepení